# NGC 4543
NGC 4543 est une galaxie elliptique située dans la constellation de la constellation de la Vierge à une distance d'environ 40,0 ± 2,8 Mpc (∼130 millions d'al). Cependant, comme cette galaxie est dans l'amas de la Vierge, cette distance est peut-être loin de sa distance réelle.
NGC 4543 a été découverte par l'astronome britannique John Herschel en 1827.

## Caractéristiques

### Distance
Sa vitesse par rapport au fond diffus cosmologique est de 2 711 ± 24 km/s, ce qui correspond à une distance de Hubble de 40,0 ± 2,8 Mpc (∼130 millions d'al).
Bien que NGC 4543 ne figure dans aucun groupe selon les sources consultées, mais sa désignation VCC 1608 (Virgo Cluster Catalog) indique qu'elle fait partie de l'amas de la Vierge. Aucune mesure non basée sur le décalage n'a été réalisée à ce jour et cette galaxie est peut-être plus près de la Voie lactée que ne l'indique la distance de Hubble. Comme plusieurs galaxies de l'amas de la Vierge, ces distances sont souvent très différentes.